# Candigatak
Candigatak is een bestuurslaag in het regentschap Boyolali van de provincie Midden-Java, Indonesië. Candigatak telt 3049 inwoners (volkstelling 2010).